# Кулах-худ
Кулах-худ или кула-худ — тип шлема.

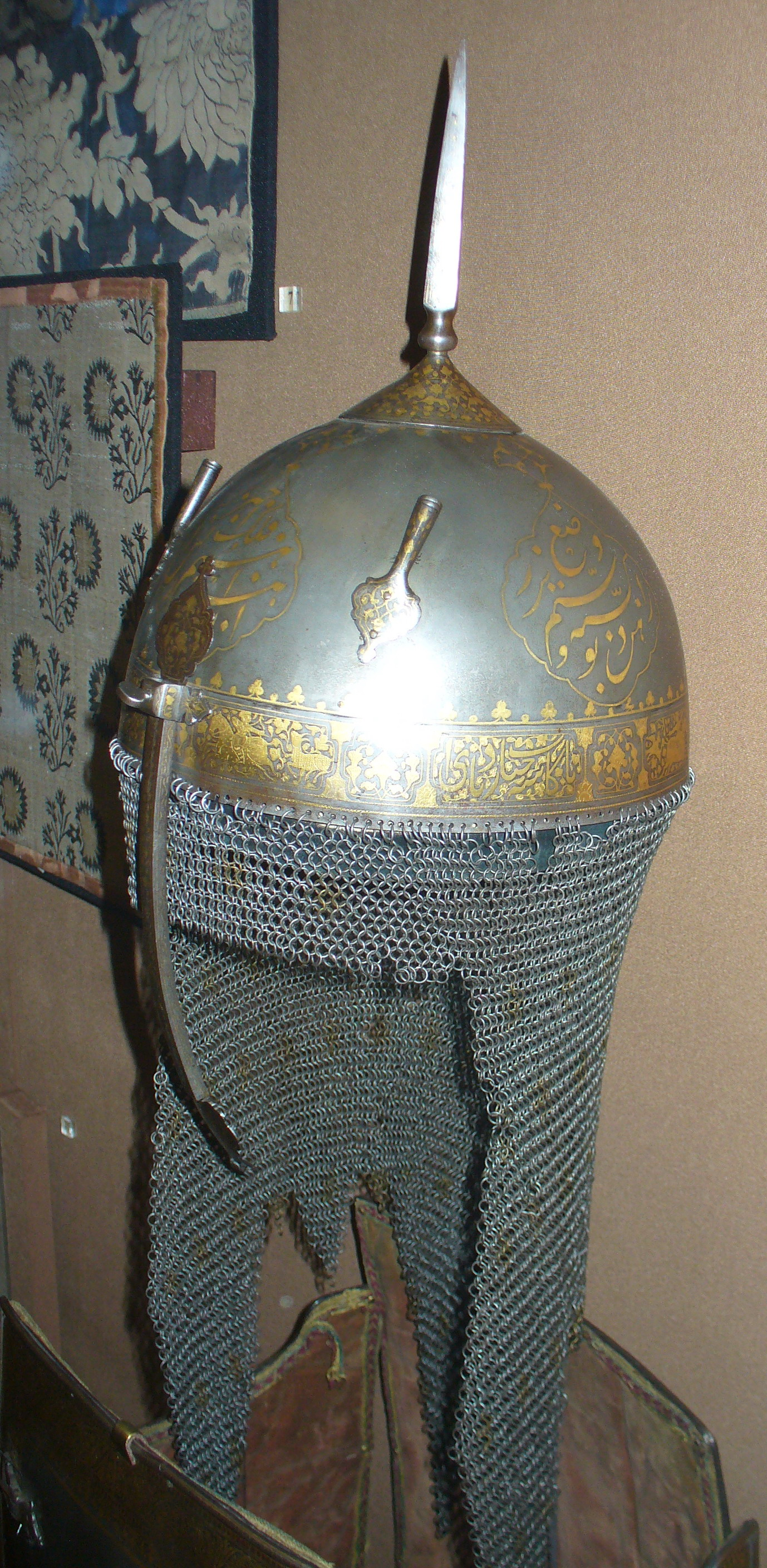
Кулах-худ, Иран, XVII век

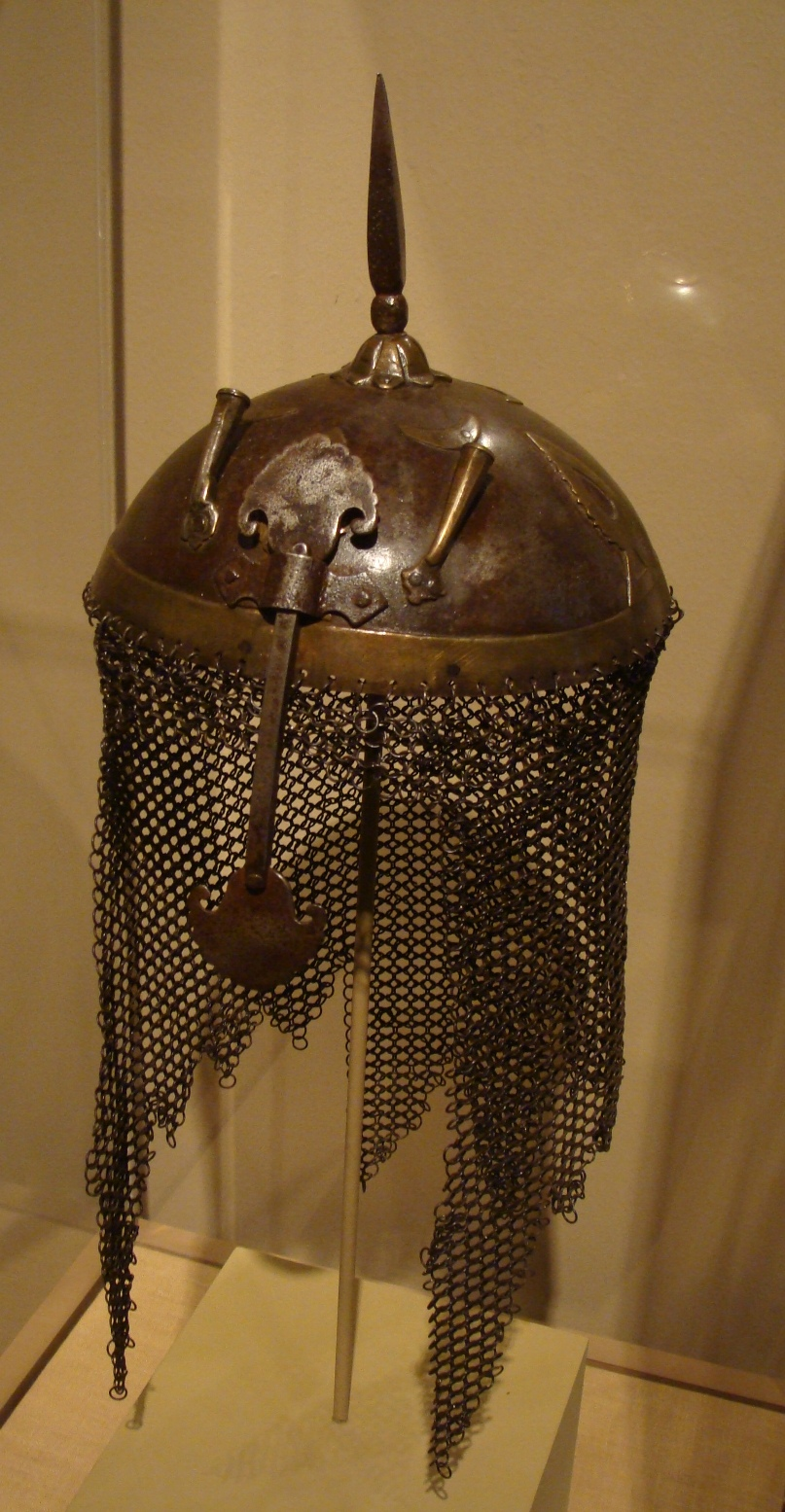
Кулах-худ, Иран, XVIII век

Полусферическая форма тульи делала его похожим на глубокую мисюрку или шишак, но было нескольно существенных отличий. Основное — это наличие наносника скользящего типа, с утолщениями на концах и фиксирующим винтом. Круговая кольчужная бармица спереди не доходила до глаз, но сзади и с боков была более длинной. К тулье она крепилась через ряд отверстий, расположенных по венцу. Бармица могла быть как из клёпаного, так и из сведённого кольчужного полотна. Эти шлемы снабжались также довольно высоким гранёным шпилем, имевшим, прежде всего, декоративную функцию. Кулах-худы отличались сравнительно невысокой тульёй. Полная высота шлема от верха шпиля до низа бармицы могла достигать полуметра. Ещё одно характерное отличие кулах-худов — две небольшие втулки для плюмажей справа и слева от наносника.
Тип, вероятно, сформировался в Иране в XVI веке, и в дальнейшем получил распространение в Индии, а также в Средней Азии, (в том числе и в Казахстане). Известны что, данные шлемы были в коллекции хана Джангира. Эти шлемы использовались вплоть до XIX века, однако к этому времени имели, скорее, декоративное, чем боевое значение, а также носили характер сувенирной продукции. Подобная продукция скупалась коллекционерами и туристами. Она, как правило, отличалась низким качеством.
Вероятно, иногда носились поверх тюрбана, поэтому отличались значительным объёмом купола. C XVII века шлемы иногда обёртывали тканью снаружи, чтобы предотвратить их излишний нагрев. Тульи кулах-худов нередко украшались чеканкой, эмалью, драгоценными металлами.